# Matvějevskaja (železniční zastávka v Moskvě)
Matvějevskaja (dle jízdního řádu a ukazatelů na nástupišti; rusky Матвеевская) neboli Matvějevskoje (oficiální název zastávky; rusky Матвеевское) je železniční zastávka v Moskvě, na trati vycházející z Kyjevského nádraží směrem na Smolensk. Od 9. září 2023 je obsluhována vlaky na lince MCD-4. Zastávka je pojmenovaná podle čtvrti Očakovo-Matvějevskoje (Очаково-Матвеевское), ve které se nachází.
Přestože se zastávky nachází na trati vycházející z Kyjevského nádraží, od kterého je vzdálena 7 km jihozápadním směrem (nedaleko říčky Raměnka), od zprovoznění linky MCD-4 zde žádný vlak vycházející ze Kyjevského nádraží nezastavuje. Do doby zprovoznění diametru vlaky vzdálenost mezi Kyjevským nádražím a Matvějevskou urazily za 10 minut. Velká část zdejších obyvatel dojíždí do zaměstnání vlakem právě odsud; na vlakové spoje navazují i mnohé další autobusové do vzdálenějších míst.
Celá zastávka má dvě nástupiště, jak boční tak i ostrovní, umístěné každé na jedné straně kolejiště. Stanice je vybavena turnikety a podchodem, který propojuje obě nástupiště. Severní východ ze stanice míří k Matvějevské ulici a zastávkám veřejné dopravy, jižní k řece Raměnka.